# Replay (deporte)
El Replay (en español: Repetición), en deportes de equipo, es la repetición de un partido jugado previamente y finalizado en un empate o invalidado por irregularidades. 

## Definición
En torneos eliminatorios, como la FA Cup, la repetición se produce en caso de empate: en el segundo partido habrá tiempo extra y posiblemente penales. Anteriormente, el partido se repetía hasta 7 veces, para establecer un ganador.